# Mazurka

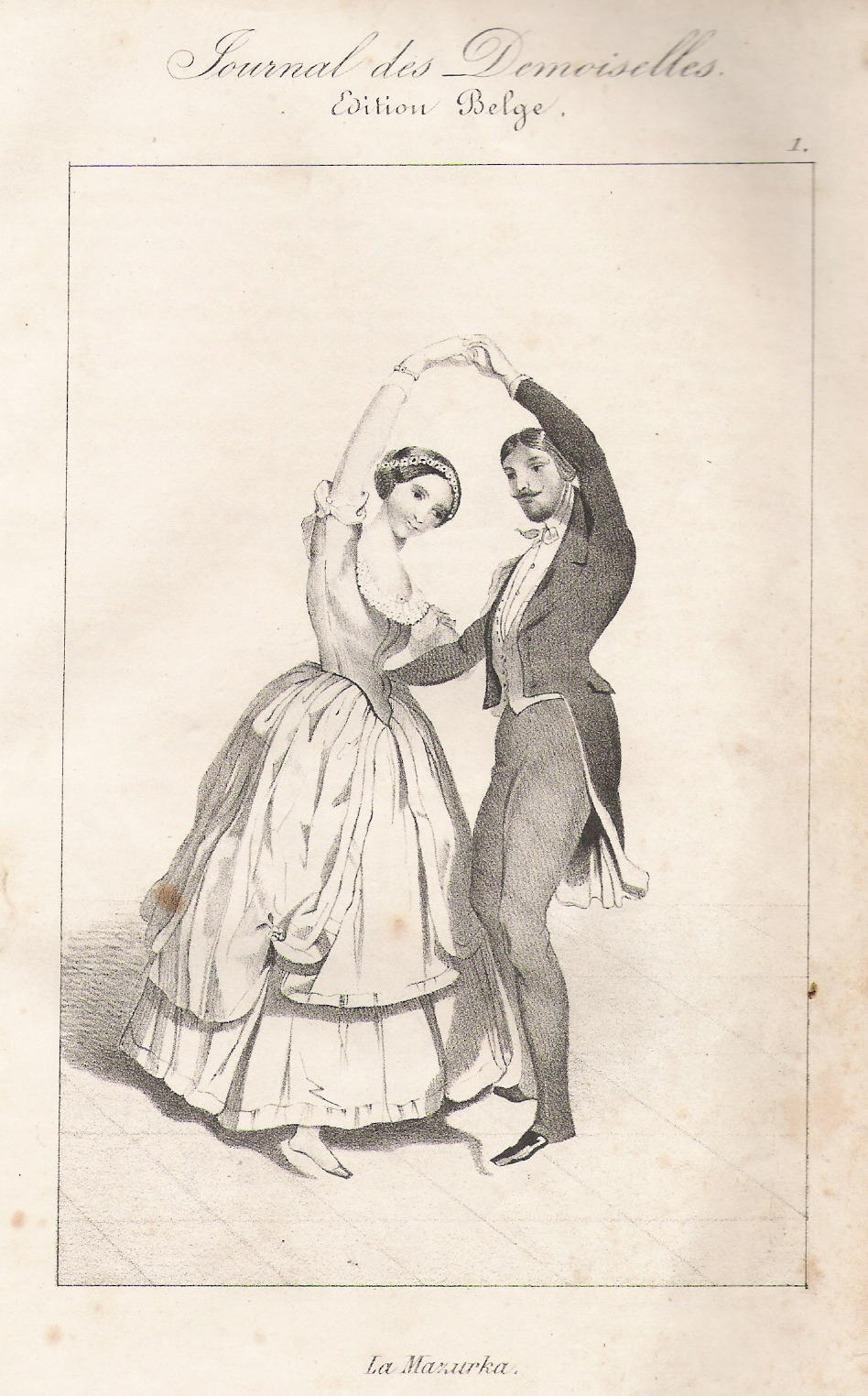
Mazurka 1845

Mazurka är från början en polsk folkdans (numera nationaldans), av samma ursprung och liknande rytm som den svenska åttondelspolskan (3/4-takt). Mazurkan som sådan har även senare kommit in i den svenska folkmusiken, men klassades som populär sällskapsdans främst på 1800-talet.
Mazurkan har även vunnit inträde i den klassiska musiken, särskilt hos Frédéric Chopin, född i hertigdömet Warszawa.
Även känd ifrån barnvisan ”Här dansar Herr Gurka”.